# Lista românilor după avere

## Situația în  octombrie 2008
Sursă: Adevărul, octombrie 2008 
| Locul | Nume                            | Avutul în miliarde Euro | Sursa averii                                                                   | Ramura economică                                      |
| 1.    | Dragoș și Adrian Pavăl          | 2,6                     | Dedeman                                                                        | Construcții, Comerț                                   |
| 2.    | Ion Țiriac                      | 0,950-1                 | u.a. Allianz Țiriac                                                            | Bancă- și Asigurări, Immobiliar, Sport, Auto, Aviație |
| 3.    | Zoltan Teszari                  | 0,900                   | RCS&RDS                                                                        | Energie, Immobiliar, IT, Prestări de servicii         |
| 4.    | Frații Marius și Emil Cristescu | 0,850                   | Foraj Sondaje, Bega Imobiliare, Faur, Chimforex, Bega Electromotor, Bega Ermat | Immobiliar, Industrie, Tourism, Comerț, Transport     |
| 5.    | Sorin Ovidiu Vântu              | 0,800-0,850             |                                                                                | Medie, Immobiliar, Reclame                            |
| 6.    | Veronica Drăgan                 | 0,800                   |                                                                                | Medie, Cultură, Tipografie, Distribuirea de GPL       |
| 7.    | George Becali                   | 0,700-0,750             |                                                                                | Fotbal, Industrie, Immobiliar                         |
| 8.    | Frații Bobby și Răzvan Păunescu | 0,700                   |                                                                                | Immobiliar, Medie, Shipping, Tourism                  |
| 9.    | Ovidiu Tender                   | 0,650-0,700             |                                                                                | Construcții, Farmacologie, Tourism, Cargo             |
| 10.   | Familia Voiculescu              | 0,650                   |                                                                                | Medie, Industrie, Comerț                              |